# Lorenzo Cherbuy
Lorenzo Cherbuy Jiménez (Cádiz, 17 de febrero de 1921 - Ibidem, 18 de julio de 2010) fue un pintor, escultor, muralista, dibujante e ilustrador español y gaditano. Creador polifacético de formación autodidacta, se le considera uno de los artistas de la provincia de Cádiz más importantes desde la posguerra. De formas biomórficas, elegancia en su línea clara y sus colores luminosos, consiguió un estilo inconfundible pasando el expresionismo, un cierto brutalismo pictórico de concepto surrealista y un realismo mágico. 
Empieza su andadura artística en 1948. El vende su primera pintura, un óleo de Cecilia de Roma, al Obispado de Cádiz y Ceuta, en ese año. En 1950 se convirtió en uno de los restauradores de los cuadros de la Catedral de Cádiz. Estuvo vinculado al grupo poético Platero, que dio origen a la revista literaria homónima (antes El Parnaso) y que se ocupó tanto de la Generación del 27 como del Postismo, con Gabriel Celaya, Fernando Quiñones, José Luis Tejada, Pilar Paz Pasamar, Julio Mariscal o Manuel Pérez-Casaux.
Como escenógrafo teatral trabajó en obras celebradas en el Gran Teatro Falla y con el grupo Gris Pequeño Teatro destacando entre otros los trabajos realizados para Los intereses creados, Don Juan (Molière), El recovero de Uclés de Rafael Soto Vergés con música de J.A. Castañeda y El delantero centro murió al amanecer de Agustín Cuzzani. También hizo marionetas para la Tía Norica, además de otra de la Pájara Pinta de Rafael Alberti.Fue parte de la reconstrucción del legado de la Tía Norica entre 1972 y 1979.
Además ha retratado a muchas artistas y colaboró en revistas nacionales. En el año 1957 celebró su primera exposición individual, a la que seguirían otras en Sevilla, Madrid, Zaragoza, Segovia y otras ciudades.
Pinturas, esculturas, terracotas y escultopinturas, gran murales, vidrieras, dibujos, ilustraciones, escenografías y vestidos teatrales, títeres y diseños de joyas son parte de la obra de Cherbuy, presente, "tanto a nivel local como nacional" (Miguel Ángel Castellano Pavón), en edificios públicos de la ciudad de Cádiz, en gran empresas y en muchas colecciones privadas en Hispanoamérica,Bélgica, Alemania, Canadá, Portugal y Estados Unidos. El "se ofrece ante nosotros" - escribe Soto Vergés - "bravo, dulce, enigmático, como una marea de noviembre sobre las piedras desterradas de una luna siempre, siempre inquietante" (citado en ).

## Características de su obra
Bajo la influencia del arte eneolítico y de las esculturas de Henry Moore, muchas obras de Lorenzo Cherbuy desvelan cuerpos femeninos "desde presupuestos estéticos heterodoxos", a los que solía representar poderosos.  
A mediados de los años 1960 introdujo un repertorio iconográfico a través de alusiones al Renacimiento nórdico y al arte pop. Las metamorfosis posmodernas en relieves y esculturas continuaron la perspectiva tragicómica de El Bosco pero también la tradición del Esperpento y del teatro del absurdo, que ya había sido establecido por ejemplo en El maleficio de la mariposa de Federico García Lorca (1920) y más tarde apareció en escena en El rinoceronte de Eugène Ionesco (1959), para el que Cherbuy realizó ilustraciones.   
Siendo admirador de Kandinski y Oteiza, además del impresionista francés Odilon Redon, del que recibe la influencia de una visión artística simbolista, sus obras "tan hijos de la pintura y de la escultura como de una ancendrada cultura literaria" (Fernando Quiñones) parecen a destilar Cádiz con "un humor intermittente, solapado o gritón, [que] se funde en sus creaciones con un ostensible sentimiento crítico de la vida". Erudito de la filosofía, filología y mitología, entre sus obras neofigurativas hay referencias a Gerión, Hércules y elementos de iconografías de las culturas antiguas que se asentaron en Cádiz (como fenicios, tartesos y romanos), además de alfabetos antiguos, la Biblía y los apócrifos. La evocación de la cultura en Cádiz a la largo de la historia (incluida la época del comercio con las Indias y el asedio francés) forma parte de su obra que se anticipa a las preocupaciones del poscolonialismo.   
Mucho es recreable para su inventiva y innovadora pictórica "que no trata de emular a nadie ni a nada": escenas cotidianas, lunas, industria, pasajes, oficios y barcos. Grupos de intereses son la diversidad de los insectos en los hábites que los envuelven, la vida en el mar y sus fondos marinos o la Escritura asémica y la comunicación a través del lenguaje y la introspección.   
Según Jesús María Serranoun horror vacui es reconocible en sus obras. En sus series profusas en detalles, su obra se puede situar en el maximalismo (arte). Mostrando la progresión de las civilizaciones y interpretaciones del mundo por diferentes culturas en obras de carácter onírico y a veces esperpéntico, Cherbuy era crítico de la dominancia de la huella humana en el Antropoceno.  
Quiñones bautizó sus murales como policuadros, porque muchos estaban formados por una multitud de cuadros enmarcados sin bisagras. Cherbuy transfirió las técnicas de plumeado y de grattage a sus relieves. Se caracterizaban por los continuos texturas desarrollando la pintura matérica con una pasta artesanal que Cherbuy, huyendo de los productos artísticos industriales, preparaba con sus propios pigmentos y denominaba escultopintura.Más allá del uso de pinceles y espátulas él usó sus manos para la creación de sus obras.La paleta cherbuyana está repleta de ocres y pardos, verdes y rojos, grises y azules. En determinadas obras (como en el caso del mural Andalucía, en el colegio Argantonio) compartía con el uso de cobaltos y azules eléctricos.

## Obras
Serrano calcula entre 5000 y 6000 obras y, catalogadas, 487 obras (en 2009). Entre otras fechadas, medidas y descritas por primera vez por Serrano y Casas Moreno se encuentran:
- El Tarot de Cherbuy. 22 plumillas, cada una 46x32 cms. Serie inedita que representa a los 22 arcanos mayores, dónde las imagenes respeta el canon del Tarot de Marsella, pero los recrea según su prisma y programa iconografíco.
- Los seres mutantes.(1975). Políptico de seis tablas en relieve dónde aparecen pseudohumanos femininos como una sirena-arpía con cola de pez y pata de un ungulado, una centaura torpe y una mutante de lechuza y nutria marina.
- Historia de la cultura. 80 x 150 cms. Mural realizado con la técnica de escultopintura, dónde aparece una panoplia de acontecimientos históricos.
- Culturas americanas. 60 x 180. Compuesta por 50 composiciones individuales. Policuadro realizado con la técnica de escultopintura, mostrando objetos de las culturas americanas precolombinas "con una meticulosidad y concreción preclara de realidades y mitos".[8]
- Mujer azul (1975). 60 x 40. Escultopintura.
- Entierro en Cádiz. Tetralogía realizada en los años 60. Plumilla, técnica mixta y collage, lápiz y témpera. Retratos de amigos del artista que asistían al funeral de la madre de uno de ellos.
- Crucifixión. (1940) 50 x 30. Técnica mixta sobre papel. Boceto para una escultura en bulto redondo, dónde una figura con la apariencia de ambos sexos está crucificada y dos mujeres intentan subir al patíbulo.

### Obras como actos civicos, Cádiz
- Andalucía. (1970) Mural. Colegio Argantonio. Acrílico sobre tabla. 683 x 203 cms. [15]
- Explicit. Escultopintura. Diputación Provincial de Cádiz. 39 x 90.
- Mural. Consorcio de la Zona Franca. 250 x 500.
- Mural por los SMAES (Servicios Municipales de Agua, Electricidad y Saneamiento). Empresa municipal Aguas de Cádiz. Madera, resinas y acrílico sobre tablero marino. 202 x 490. [16]
- Generador (1965). Plumilla por los SMAES. Empresa municipal Aguas de Cádiz. 40 x 30.
- Escultura. Hospital La Salud, Cádiz.
- Busto de Rodriguez de la Fuente en el Parque Genovés.
- Busto de Fermín Salvochea. Diputación de Cádiz. Escultura en cerámica. 55 cms de alto. [17]

Más obras en Cádiz se encuentran en espacios de uso sometido, como los tres murales Historia de la cultura (80 x 150 cms.) en la pinacoteca del Museo Arqueológico de Cádiz (hoy Museo de Cádiz) o el gran mural en la entrada del aparcamiento de Canalejas. Hay gran murales dentro de establecimientos de servicio (Hotel Regio II, Arrocería La Pepa y el Edificio Renault entre otros). Como sus dibujos, los gran murales en relieve captan diversas perspectivas, mostrando superficies cóncavas en relieve como convexas, por ejemplo dentro de Casa Delfín 16 (parte de 4 murales de 400 x 100 cms en foyers del Edificio Cantábrico). Cherbuy también cultivó el género del cartel para diversos eventos publicos.

## Retrospectivas
- Cherbuy. Sevilla 1984
- Una vida, una obra. Museo de Chiclana 2024[19]

## Distinción honorífico
- Medalla del Trimilenario (por parte del Ayuntamiento de Cádiz, 2005)[6]

## Vida
Hijo de Elisa Jiménez de la Corte y del abogado y profesor de Filología y Bellas Artes Don Francisco Cherbuy, hispano-francés, y sobrino de Doña Obdulia Cherbuy, diputada de la Cámara de Diputados de Francia (la primera hispano-gala en ostentar la alta distinción), recibió el nombre de su abuelo, el francés Lauren Cherbuy, ingeniero asentando en Jerez y uno de los profesionales encargados de la construcción hídrica que trajo agua, en los años 1950, a los depósitos del Tempul de Jerez y en la construcción del ferrocarril Sevilla-Cádiz.
Con casi 17 años Lorenzo Cherbuy se casó con su primera esposa. Con Josefa (que fallecío muy joven), y su segunda esposa Juana el tuvo catorze hijos.
Lorenzo trabajó en la colla de pescado del Muelle, de boxeador y en El Habanero, de planchador. Su trabajo fue en Construcciones Aeronáuticas (CASA) antes de dedicarse exclusivamente a su labor artística.
Falleció el 18 de julio de 2010.